# 한조몬

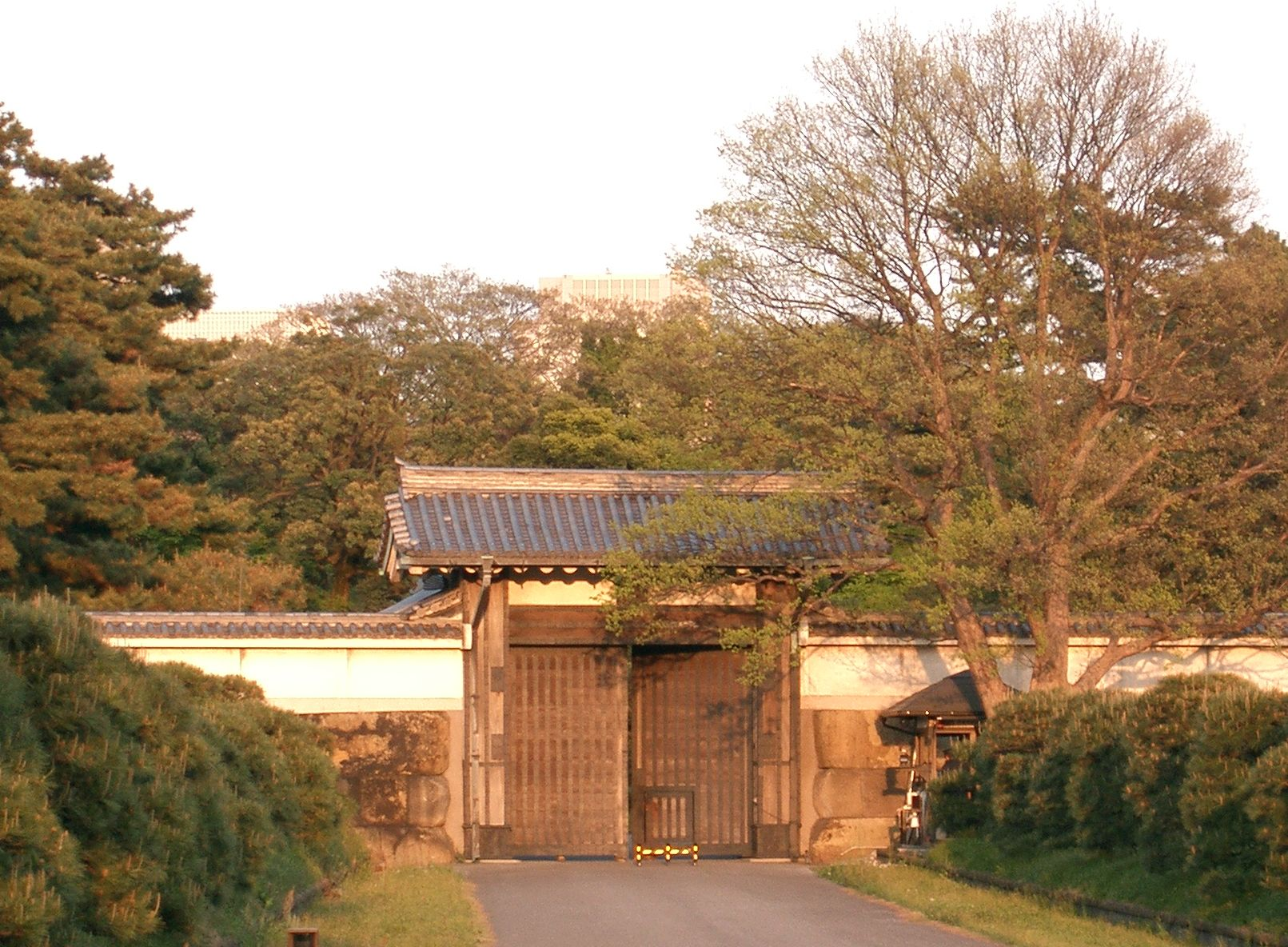
한조 문

한조 문(일본어: 半蔵門 한조몬[*])은 옛 에도 성, 현 고쿄에 있는 문 중 하나이다. 성의 서단에 위치해 있으며, 지금의 국도 20호선이 지나는 옛 고슈 가도에 있다. 위치는 에도 성의 오테 문과는 정반대에 있다. 한조 문, 한조몬 역 주변 전체를 묶어 한조 문이라고 부르기도 한다.
문 안에는 에도 시대에는 후키아게 고테이(御庭)로 불렸으며, 정계를 은퇴한 선대 쇼군이나, 쇼군 후계자 등의 주거지가 있었다. 현재는 후키아게 교엔(御苑)으로 불리며 현 천황의 처소인 어소, 고준 황후의 처소였던 후키아게오미야 어소, 궁중 삼전, 생물학 연구소 및 천황이 모내기를 하는 논 등이 있다. 천황이나 황족들은 고쿄를 출입할 때, 주로 이 문이 이용하고 있다. 따라서, 일반인의 출입을 금하고 있다. 태평양 전쟁으로 종래의 문은 소실되었고, 현재의 문은 와다쿠라 문을 구성하는 부분 중 고라이 문을 이축한 것이다.

## 명칭의 유래
명칭은 경비를 담당했던 도쿠가와 가문 16신장인 핫토리 마사나리(正成), 마사나리(正就) 부자의 통칭인〈한조〉에서 유래했다. 아울러 한조란 핫토리 가문이 대대로 승계해온 통칭이다. 또, 한조 문은 쇼군이 비상시 고후 성로 피난을 갈 때 사용될 문이라고도 한다. 따라서, 실질적으로 한조 문은 에도 성의 가라메테 문에 해당한다.